# ぐるり
『ぐるり』は喜多尚江による漫画。『別冊花とゆめ』において2001年4月号から2002年5月号まで連載された。全9話。高校生4人と天界から来た四神の物語として描かれ、恋愛のテーマも含まれている。

## あらすじ
入学式前夜、空から大量の流れ星が突然降ってきた。その正体は、天界から逃げてしまった108の魔王と、魔王を捕まえるべく地界に降り立った四神。四神の一匹である青龍のセイは主である東竜紀のもとに現れる。そして竜紀は地界を守るため、残り3匹の四神とその主を探し、魔王を見つけ出すこととなる。

## 登場人物

### 四神の主
東 竜紀（あずま たつき）
主人公、水の守護神･青龍の主。高校1年生。金髪碧眼。勇亀也の弟である実鶴也と顔が似ている。中学の時は子供っぽいと言われていたが、高校では結構モテている。しかし色恋沙汰にはやや鈍感。トラブルに巻き込まれることが多い（飛び降り自殺をしようとした女子を助けるため反動で川に落ちたり、崖から落ちて足首を捻挫したり）。
父親は生まれてすぐに亡くなっており、母親は女優業をしている。
元気で勇敢。時には仲間を助けるため命すら賭けてみせる。また、とても優しい性格であり、敵であるアムルカを傷つけずに捕らえるよう黄龍に頼んだり、魔王に取り付かれた人間を殺さずして魔王をはがしたりする。最後には大魔王の魔力で引き起こされた津波を自分の力全てを使って止めさせた。また、竜紀以外の主がアムルカに襲われた時は全て竜紀が助けていて、最後に竜紀が襲われた時は3人で助けた。
南 朱鳥（みなみ あすか）
火の守護神･朱雀の主。高校1年生。竜紀の家の隣に住んでいる。茶色のかかった黒髪と赤みのある瞳。入学初日は竜紀が寝ている間にセーラー服に着替えさせ、自分は竜紀の学ランで登校するといういたずらをした。それ以降も何度か虎ノ介が竜紀用に買ったセーラー服を寝ている間に着させている。10歳の頃まではショートヘアーにしていたのだが、ある時ちゃんとした女の子になろうと決意してそれからはずっと伸ばしている。その伸ばした髪はツインテールに結んでいる。小さい頃男の子のように振舞っていたので、喧嘩が強い。美形でスタイルもよいのだが、男勝りな性格なため同じ中学の人からは恐れられていた。怒ると小さい頃の言葉遣いに戻ってしまう（自分の事を「オレ」と呼ぶ）。それでも女の子らしい所があったりする。竜紀のことが好き。
西 虎ノ介（にし とらのすけ）
風の守護神･白虎の主。高校1年生。あだ名は｢虎（竜紀）｣｢虎ちゃん（朱鳥）｣。黒髪と金色のかかった瞳。竜紀の親友。大病院の息子で高校には首席入学した。中学の時ですでに大学レベルを超えるほどにIQも高い。今の高校に入学した理由は｢竜紀と一緒にいたかったから｣。竜紀以外友達がいないらしく、竜紀にベタベタしている勇亀也に嫉妬していた。｢自分も含めて皆嫌いで好きな人間は竜紀ぐらい｣と言っていた。
また、顔がよくて女の子にかなりモテるのだが、冷たい性格でよくひかれてしまう。
北 勇亀也（きた ゆきや）
土の守護神･玄武の主。高校1年生だが、長期欠席のために1年留年している。灰色の髪と薄い緑色の瞳。他の3人は制服が多いが、勇亀也だけは第1話の表紙以外ジャージを着ている。歌舞伎界の御曹司で、3歳の時に初舞台を果たしている。元々は不良の仲間だったらしい。喧嘩は今でも強い。趣味はバンド。
8年前山の別荘へ家族で旅行に来ていた時、弟の実鶴也と遊びに出て崖から落ちてしまった。勇亀也は山を下りようとして谷の方へ迷い込んでしまい倒れていたのを3日後救助隊に発見されたが、実鶴也は死体すら発見できず、7年後死亡とされた。そのショックで学校を長期欠席し、留年となってしまった。実鶴也にそっくりの竜紀に実鶴也を重ねているのか、竜紀にベタベタしている。左目の泣きぼくろは｢あんまり泣きすぎてついちゃった｣と女の子を口説く常套手段として使っている。

### 四神・神獣
四神は魔王を捕らえるため天界から地界に降り立った4匹の動物である。普段は普通の動物の大きさだが、時には巨大化することもある（玄武は巨大化したことがない）。
青龍（せいりゅう）
水の守護神で、竜紀を主とする。竜紀からは｢セイ｣と呼ばれている。普段竜紀の命令にしか従わないが、一度あまりの暑さに耐え切れず勝手に教室を水浸しにしてしまったことがある。主であるためか、竜紀を気遣う面がある。
朱雀（すざく）
火の守護神で、朱鳥を主とする。朱鳥からは｢スーちゃん｣と呼ばれている。普段敬語を使う。
白虎（びゃっこ）
風の守護神で、虎ノ介を主とする。虎ノ介からは｢白｣と呼ばれている。関西弁を使っている。力は風だが、空気を操って一瞬一部だけを真空にすることもできる。
玄武（げんぶ）
土の守護神で、勇亀也を主とする。勇亀也からは｢玄ちゃん｣と呼ばれている。玄武は本来亀と蛇が合わさったような姿をしているが、本作品では甲羅に蛇柄がある亀となっている。普段敬語を使う。
黄龍（こうりゅう）
四神の主4人の気持ちが一つになった時に発動する神獣。天界の皇帝と同じ力、あるいはそれ以上とも言われており、どんな願いでも叶える力を持っている（ただし迦陵頻は黄龍にも叶えられない願いがあると聞いたことがある）。黄竜が発動する時は四神の主の内の一人に全ての聖印がつくこととなり、その主は黄龍を発動させるたびに生贄として聖印から血を流すため命を消耗してしまう。そのため頻繁に発動すると死に至ってしまう。この時は竜紀に全ての聖印がつき、2回黄龍を発動させてアムルカを天界に帰させた。

### 天界の住人
迦陵頻（かりょうびん）
皇帝直属の部下である天使の一人。かなりいい加減な性格。ちなみに四神の主に竜紀達を選んだ理由は｢テキトー｣である。108星の魔王を逃がしてしまった張本人。背中には鳥の羽がついている。
胡蝶（こちょう）
皇帝直属の部下である天使の一人。言葉遣いや竜紀達に対する態度は丁寧であるが、ちょっと呑気。迦陵頻と同じく、108星の魔王を逃がしてしまった。背中にはアゲハチョウの羽がついている。
皇帝
天界で一番偉い人物。強い力を持つそうだが、詳細は不明である。
アムルカ
四神の力を使って地界を滅亡させ天界の覇権を手に入れるため地界へ密航した罪人。宙を舞う剣を操り、変身を得意とする。最終的には黄龍によって天界へ帰された。

### 魔王に取り付かれた人間
佐藤 弘子（さとう ひろこ）
神火を操る魔王･地猛星に取り付かれた女子高生。虎ノ介に片思いしていたが、こっぴどくふられて魔王に取り付かれた。橋から投身自殺をしようとして竜紀に助けられた。
佳恵（かえ）
水を操る魔王･地奇星に取り付かれた女子高生。気が弱くて大人しく、友達からはパシリ扱いされていた。魔王に取り付かれて学校を氷付けにしてしまい、自分すら凍らせようとした。朱鳥に憧れていて、友達になりたがっていた。
吉永 由美（よしなが ゆみ）
雷を操る魔王･地劣星に取り付かれた女子高生。竜紀に片思いしていたが、不二人に魔王をつけられてしまい、朱鳥を拉致した。力が暴走してしまい無理矢理魔王を引き剥がされそうになったが、竜紀の優しさのおかげで死ぬことなく魔王をはがすことができた。
叶 不二人（かのう ふじと）
全てを従わせる力を持った魔王･天魁星によって108の全ての魔王に取り付かれてしまった男子高生。学期の途中で竜紀のクラスに転入してきた。父親は社長で、祖父は業突張りの会長。会長になって悪の限りを尽くすのが願い。そのため早く歳をとってジジィっぽくなりたいと思っている。自分を誰かに止めてほしくて、竜紀を呼び出し大津波を起こした。

### その他の人物
東 透子（あずま とおこ）
竜紀の母親、31歳。女優業をしている。竜紀は透子のことを｢若作り｣と言っている。料理が苦手らしい。最近プロレスにはまっている。
麗奈（れいな）
朱鳥の友達。15歳。お嬢様らしい。どうやら彼氏が7～8人いるようだ。時には朱鳥から恋の相談をされることもある。
泰久
勇亀也が昔入っていた不良グループの後輩。竜紀を愚弄したせいでぼこぼこにされてしまった。
北 実鶴也（きた みつや）
勇亀也の弟。8年前旅行中に山へ迷い込んでしまい、助けを呼びに行った勇亀也は助かったものの、遺体すら見つからずに7年後「死亡」とされた。容姿が竜紀にそっくりで、勇亀也のことを「お兄様」と呼んでいた。

## 書誌情報
- 喜多尚江 『ぐるり』 白泉社〈花とゆめコミックス〉、全2巻
  1. 2001年11月19日発売、ISBN 4-592-17336-8
  2. 2002年6月19日発売、ISBN 4-592-17337-6